# Тёмные воды (фильм, 2002)
«Тёмные воды» (яп. 仄暗い水の底から Honogurai mizu no soko kara) — японский фильм ужасов 2002 года режиссёра Хидэо Накаты, экранизация рассказа Кодзи Судзуки.
В 2005 году вышел американский ремейк — «Тёмная вода».

## Сюжет
Ёсими Мацубара после развода ищет новую квартиру, где она будет жить с дочерью. Она находит жильё в странном доме, где повсюду лужи и сильная сырость. Управляющий объясняет это сезоном дождей, и женщина решается на переезд. На крыше её дочь Икуко находит красную детскую сумочку с игрушками, однако мать запрещает взять её себе. В одном из углов комнаты на потолке оказывается пятно сырости, которое постепенно растёт.
Пока Ёсими устраивается на работу, ребёнок оказывается один в детском саду. Вернувшись, она обнаруживает, что дочь с бывшим мужем, который возмущён, что девочка осталась одна (ранее при разводе он пытался оставить ребёнка себе).
В доме выясняются новые странности: забытая сумочка, которую консьерж выкинул, вдруг снова оказывается на крыше здания, а Ёсими периодически видит маленькую девочку. Затем женщина выясняет, что эта девочка — Мицуко Каваи, ходила в детский сад и пропала без вести 2 года назад.
Бывший муж инициирует повторное разбирательство в органах опеки о том, с кем из родителей должна оставаться дочь. Он апеллирует к тому, что Ёсими психически нездорова. С другой стороны женщине кажется, что все проблемы подстроены бывшим мужем.
Однажды утром Ёсими обнаруживает, что её дочь исчезла. Женщине кажется, что девочка на крыше. Однако там её нет. Ёсими подозревает, что во всём замешан бывший муж, однако тот возмущён этим предположением. Женщина идёт в квартиру, находящуюся над ними. Всё это помещение залито водой, а на стене она видит отражение девочки. Здесь Мацубара и находит свою дочь.
Ёсими вызывает управляющего домом и адвоката, которые заходят в квартиру наверху. Она действительно залита водой, вдобавок выясняется, что там жила семья пропавшей девочки. Таким образом, некоторые сомнения женщины получают подтверждения, однако адвокат рекомендует проявлять сдержанность, чтобы органы опеки не решили, что у женщины психическая нестабильность.
Ёсими собирается отвести дочь в детский сад, однако обнаруживает, что в сумочке её дочери находится пресловутая красная сумочка. Женщина решает продолжить исследование проблемы, что приводит её на крышу. Она подозревает, что Мицуко Каваи утонула в баке для воды на крыше здания. Тем временем Икуко решает почистить зубы, но тут в её стакан попадают волосы. Неожиданно ванна начинает наполняться грязной водой, откуда вдруг появляются две детские руки, которые топят девочку. Когда Ёсими приходит в свою квартиру, то обнаруживает дочь в бессознательном состоянии. Женщина пытается покинуть дом. Она едет в лифте, когда обнаруживает, что Икуко бродит по коридору, а девочка с ней — это разложившееся тело Мицуко Каваи. Для спасения дочери Ёсими говорит призраку, что она мать Мицуко. Они поднимаются наверх, а Икуко остаётся внизу.
10 лет спустя. Икуко, уже ставшая девушкой, приходит в дом, где произошли все эти события. Здесь она неожиданно обнаруживает свою мать. Она хочет остаться с матерью, однако та просит извинения за то, что не может быть вместе с дочерью. В этот момент за Икуко появляется призрак Мицуко. Девушка оборачивается, но там никого не видит. А затем она перестаёт видеть мать…

## В ролях
| Актёр           | Роль           |
| --------------- | -------------- |
| Хитоми Куроки   | Ёсими Мацубара |
| Рио Канно       | Икуко Мацубара |
| Мирэй Огути     | Мицуко Кавай   |
| Асами Мидзукава | Икуко Хамада   |
| Фумиё Кохината  | Кунио Хамада   |
| Ю Токуи         | Ота            |

## Критика
Оценки

## Награды
- X Международный фестиваль фантастических фильмов в Жерармере — Гран-при, Приз молодёжного жюри, Приз критики
- Брюссельский кинофестиваль — приз
- Кинофестиваль в Ситжесе 2002 года — особое упоминание